# Homeomorfizem
Dva geometrijska objekta (ali »prostora«) sta v topologiji homeomorfna, če lahko, grobo rečeno, enega preoblikujemo v drugega z raztegovanjem in krivljenjem. Pri tem je dovoljeno tudi rezanje, vendar samo tedaj, če dva razrezana dela spet zlepimo nazaj po istem rezu. Krog in kvadrat sta na primer homeomorfna. Votla krogla, ki vsebuje manjšo polno kroglo je homeomorfna votli kocki s polno kocko znotraj nje. Če sta dva objekta homeomorfna, obstaja zvezna funkcija, ki preslika točke prvega objekta v odgovarjajoče točke drugega in obratno. Takšni funkciji rečemo homeomorfizem.